# Diamantino Guapo Antunes
Diamantino Guapo Antunes, I.M.C. (Albergaria dos Doze, 30 de novembro de 1966) é um prelado da Consolata português da Igreja Católica com atuação em Moçambique, atual bispo de Tete.

## Biografia
Entrou no Instituto da Consolata para Missões Estrangeiras em 1978, emitindo a primeira profissão em 20 de agosto de 1989, em Vittorio Veneto, na Itália. Estudou filosofia na Universidade Católica Portuguesa entre 1985 e 1988 e teologia em Roma, na Pontifícia Universidade Urbaniana, entre 1989 e 1992. Emitiu a profissão perpétua no dia 19 de setembro de 1993, em Maúa. Foi ordenado diácono em 5 de dezembro de 1993 em Cuamba, recebendo a ordenação presbiteral no Santuário de Fátima em 20 de julho de 1994.
De 1994 a 1997, estuda licenciatura em teologia dogmática na Pontifícia Universidade Gregoriana e vice-formador; depois, em 1999, Doutorou-se na mesma matéria na Pontifícia Universidade Gregoriana. De 1999 a 2002 foi superior local e pároco do Sagrado Coração de Jesus em Mepenhira (na diocese de Lichinga) e de 2002 a 2005, superior local, pároco de Nossa Senhora da Fátima em Mecanhelas e de Entre Lagos (diocese de Lichinga). De 2005 a 2008 foi conselheiro provincial em Moçambique; de 2005 a 2007 foi superior local e pároco de Nova Mambone (diocese de Inhambane). Foi  pároco de Santa Isabel em Guiúa e chefe do Centro Catequético (Diocese de Inhambane) entre 2007 e 2014, além de vigário episcopal para a Pastoral da Diocese de Inhambane. Desde 2014 até 2019, foi Superior Regional do Instituto Missionário da Consolata em Moçambique e Angola e desde 2017 até 2019, Superior da Comunidade da Consolata em Angola. Foi também Postulador da Causa de Beatificação dos Mártires Catequistas de Guiúa.
No dia 22 de março de 2019, o Papa Francisco o nomeou como bispo de Tete. Recebeu a ordenação episcopal em 12 de maio seguinte, nos jardins da Catedral de São Tiago Maior de Tete, de Inácio Saúre, I.M.C., arcebispo de Nampula e seu antecessor, coadjuvado por Claudio Dalla Zuanna, S.C.J., arcebispo da Beira e Lúcio Andrice Muandula, bispo de Xai-Xai.
Também é o postulante da beatificação e canonização dos Servos de Deus, Padres João de Deus Kamtedza e Sílvio Alves Moreira, Mártires de Chapotera.